# Yannis Stavrakakis
Yannis Stavrakakis (Γιάννης Σταυρακάκης; geboren 1970 in Sheffield) ist ein griechisch-britischer Politologe und Professor für Politische Theorie und Diskursanalyse an der Aristoteles-Universität in Thessaloniki. Stavrakakis' Forschungen, die in der Tradition der Essex School von Ernesto Laclau stehen, beschäftigen sich mit dem Verhältnis zwischen der Lacan'schen Psychoanalyse und der politischen Theorie als auch mit diskurstheoretischen Populismus- und Ideologieanalysen.

## Werdegang
Stavrakakis ist als Sohn griechischer Eltern im britischen Sheffield geboren. Er studierte Politikwissenschaft an der Panteion Universität in Athen und den Masterstudiengang Ideologie- und Diskursanalyse an der Universität Essex. Anschließend promovierte er 1996/97 bei dem renommierten politischen Theoretiker Ernesto Laclau mit einer diskursanalytischen Arbeit "New Directions in the Theory of Ideology and the Case of Green Ideology".
Nach seiner Dissertation lehrte er an den Instituten für Politik- und Sozialwissenschaften der Universität Essex, der Universität Nottingham und der Panteion-Universität in Athen. 2006 nahm er einen Ruf auf die Professur für Politische Theorie und Diskursanalyse an der Aristoteles-Universität in Thessaloniki an.

## Werke und Theorie
Stavrakakis' Forschungsschwerpunkte sind zeitgenössische Politische Theorien mit einem Fokus auf poststrukturalistische und psychoanalytische Ansätze, Gesellschaftstheorien und Subjektivierungstheorien, radikale Demokratietheorien, Ideologiekritik und politische Diskursanalysen insb. populistischer Diskurse.
In den letzten Jahren hat er sich als Principal Investigator des Forschungsprojektes POPULISMUS intensiv mit populistischen und anti-populistischen Diskursen vor allem in Südeuropa und Griechenland, die infolge der europäischen Schuldenkrise ausgebrochen sind, auseinandergesetzt. Als einer der führenden Essex School Forscher hat er mit seinem Team die von Ernesto Laclau entwickelte Diskurstheorie angewandt und weiterentwickelt.
Er ist Mitherausgeber und im Beirat der Zeitschriften Psychoanalysis, Culture and Society (Palgrave), Subjectivity (Palgrave), Journal for Lacanian Studies und Synchrona Themata. Viele seiner Werke und Publikationen sind in zahlreichen Sprachen übersetzt worden, z. B. ins Spanische, Japanische, Koreanische, Türkische, Russische, Bulgarische und Deutsche.

## Publikationen (Auswahl)

### Monographien
- Populism: Myths, Stereotypes and Reorientations, Athen: Hellenic Open University Press 2019 (auf Griechisch), ISBN 978-618842723-5.
- Populism, Anti-Populism and Crisis, mit N. Sevastakis, Athen: Nefeli 2012 (auf Griechisch), ISBN 978-960-504-046-8.
- The Lacanian Left. Psychoanalysis, Theory, Politics, Edinburgh: Edinburgh University Press/Albany: SUNY Press, 2007, ISBN 978-0-7486-1980-1.
- Lacan and the Political, London/New York: Routledge 1999, ISBN 978-0-415-17187-8.

### Herausgeberschaften
- Routledge Handbook of Psychoanalytic Political Theory, London/New York 2020, ISBN 978-1-138-69631-0.
- Lacan & Science, hrsg. mit Jason Glynos, London: Karnac Books 2002,
- Discourse Theory and Political Analysis. Identities, Hegemonies and Social Change hrsg. mit Aletta Norval und David Howarth, Manchester: Manchester University Press 2000, ISBN 978-0-7190-5664-2.

### Aufsätze
- Populism and Hegemony, in: The Oxford Handbook of Populism, hrsg. von Cristobal Rovira Kaltwasser et al., Oxford: Oxford University Press 2017, S. 535–553.
- Discourse Theory in Populism Research: Three Challenges and a Dilemma, in: Journal of Language and Politics, 2017
- How did populism become a pejorative concept? And why is this important today? A genealogy of double hermeneutics. POPULISMUS Working Papers No. 6. 2017.
- Distinctions and Articulations. A Discourse-Theoretical Framework for the Study of Populism and Nationalism, mit Benjamin De Cleen, in: Javnost - The Public, 24(4), 2017, S. 301–319.
- Left-wing populism in the European periphery: the case of SYRIZA, in: Journal of political ideologies, 19(2), S. 119–142.
- Debt Society: Greece and the Future of Post-democracy, in: Radical Philosophy, 181/2013, S. 33–38.
- Dispatches from the Greek Lab. Metaphors, Strategies and Debt in the European Crisis, in: Psychoanalysis, Culture & Society 18:3, 2013, S. 313–324.
- Hegemony or Post-hegemony? Discourse, Representation and the Revenge(s) of the Real, in: Kioupkiolis, A./Katsambekis, G. (Hrsg.): Radical Democracy and Collective Movements Today. The Biopolitics of the Multitude versus the Hegemony of the People. Farnham: Ashgate, S. 111–132.
- Beyond the Spirits of Capitalism? Prohibition, Enjoyment and Social Change. Cardozo Law Review, 33(6), 2011, 2289–2306.
- Religious Populism and Political Culture: The Greek Case, in: South European Society and Politics, 7, 2003, S. 29–52.

### Aufsätze auf Deutsch
- Syrizas Populismus in der Opposition und in der Regierung: Versuch, eine Essex School Perspektive zu überprüfen und weiterzuentwickeln. übers. von Jürgen Link, in: kultuRRevolution. zeitschrift für angewandte diskurstheorie, 72/2017, S. 11–21.
- Die Rückkehr des ›Volkes‹. Populismus und Anti-Populismus im Schatten der europäischen Krise. übers. von Fabian Eckel und Maurits Heumann, in: Agridopoulos, Aristotelis/Papagiannopoulos, Ilias (Hrsg.): Griechenland im europäischen Kontext. Krise und Krisendiskurse, Springer VS: Wiesbaden 2016, S. 109–137.
- Begegnungen der Realen Art - Laclau's Aneignung Lacan'scher Konzeptionen unter die Lupe genommen, mit Jason Glynos, in: J. Bonz, G. Febel und I. Härtel (Hrsg.): Verknüpfungen zwischen Symbolischem und Realem. Zur Aktualität von Lacans Denken in den Kulturwissenschaften, Berlin: Kadmos 2007, S. 95–113.